# Ciceron (Santa Lucía)
Ciceron es una localidad de Santa Lucía, que forma parte del distrito de Castries.